# Hartwick (New York)
Hartwick è un comune degli Stati Uniti d'America, situato nello stato di New York, nella contea di Otsego.